# Marienkirche (Viernheim)

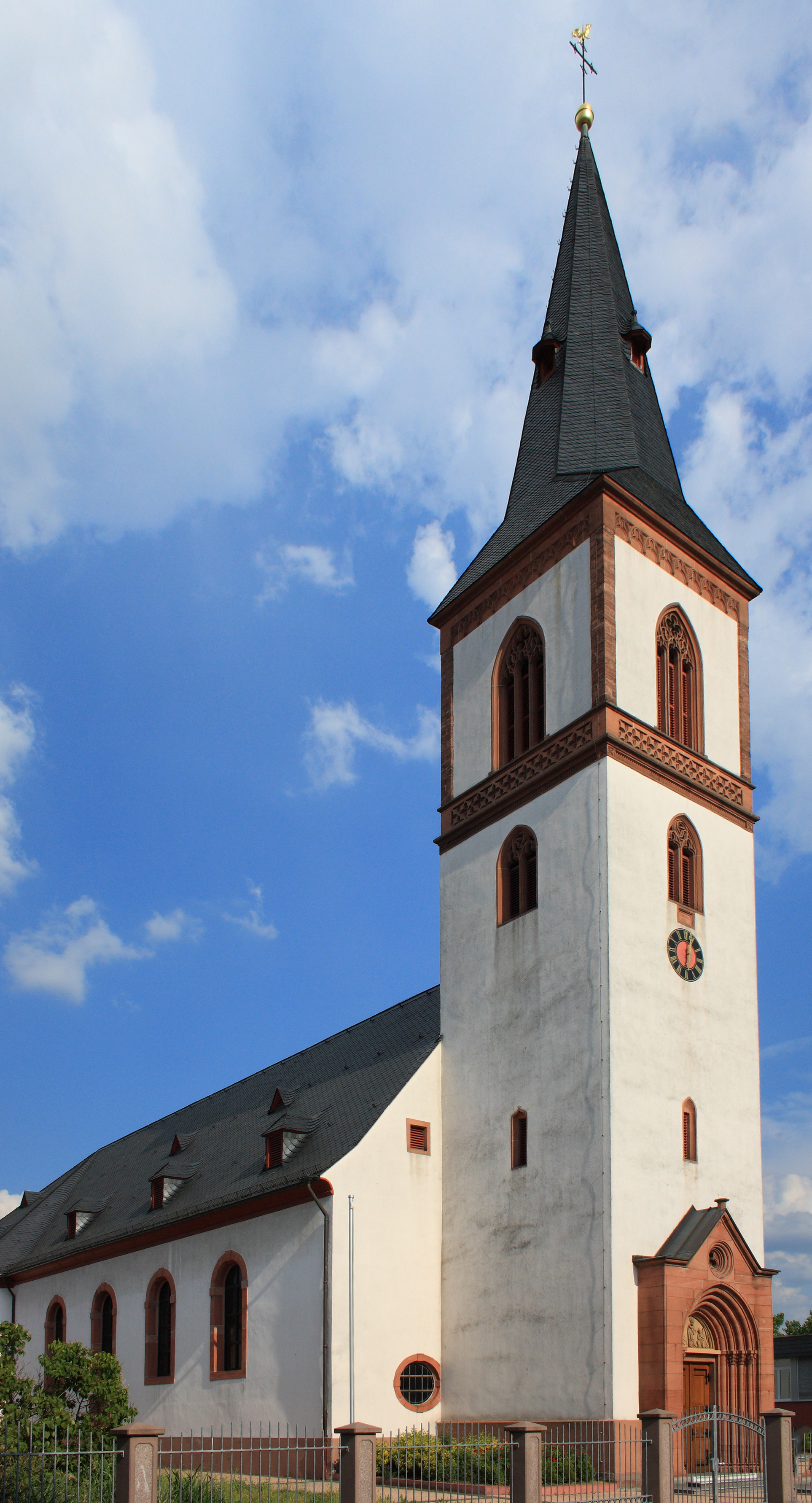
Marienkirche (Viernheim)

Die römisch-katholische, denkmalgeschützte Marienkirche steht in der Gemeinde Viernheim im Landkreis Bergstraße in Hessen. Die Kirche gehört zum Bistum Mainz.

## Geschichte
Erste urkundliche Erwähnung der Kirche, die ursprünglich dem Hl. Bonifatius sowie der Hl. Maria geweiht war, geschah im Jahr 917 im Lorscher Codex. König Konrad I. schenkte seinem Hofkaplan Werinolf das Dorf Viernheim „mit der in Viernheim erbauten Kirche“. 1617 wurde das Kirchenschiff wegen Baufälligkeit abgerissen und neu errichtet, alles fiel 1623 während des Dreißigjährigen Krieges weitgehend den Flammen zum Opfer.
Erst 1651/52 wurde mit dem Neubau begonnen. Das heutige Kirchenschiff der spätbarocken Saalkirche stammt im Kern aus dieser Zeit. 1731/33 wurde ein Chor mit eingezogener Apsis angefügt, der jedoch von 1804 bis 1807 durch eine querschiffartige Erweiterung und eine neue, halbrund schließende, eingezogene Apsis mit einer südlich angebauten Sakristei ersetzt wurde. Die Wände des Kirchenschiffs erhielten im Innenraum Pilaster.
Im Kircheninneren wurden Pfarrer Vogel († 1750) sowie Pfarrer Mache († 1779) beigesetzt.

## Turm und Glocken
Der Kirchturm im Westen mit quadratischem Grundriss wurde 1849 um ein Geschoss erhöht und neugotisch überarbeitet. Das Glockengeläut der Kirche besteht aus fünf Kirchenglocken. Von St. Aposteln, wurde 1948 die Franziskusglocke (Glocke 2 – Schlagton g′) übernommen, die 1899 von der Glockengießerei Hamm in Frankenthal gegossen wurde. Die vier weiteren Glocken, 1 – Marienglocke – f′, 3 – Nikolausglocke – b′, 4 – Johannesglocke – c″ und 5 – Georgsglocke – d″, stammen aus der Gießerei von Friedrich Wilhelm Schilling, Heidelberg und wurden 1956 gegossen. Der achtseitige, spitze Helm wurde von 1985 bis 1988 erneuert.

## Ausstattung
Die Kirchenausstattung stammt weitgehend aus der Zeit 1804–1807. Der Innenraum ist ausgestattet mit einem Hochaltar aus der Werkstatt von Paul Egell, er hat einen geschweiften Tabernakel und eine Statue der Maria als „Königin aller Heiligen“, der Namenspatronin. Die beiden Seitenaltäre sind dem heiligen Josef und der heiligen Katharina geweiht. 
Der Taufstein wurde aus einem einzigen Marmorfelsblock in Handarbeit von Steinhauermeister Adler geschaffen, er ist mit einem Messingdeckel abgedeckt.
Die Orgel stammt aus dem Jahr 1808 und wurde zwischenzeitlich mehrfach renoviert, letztmals im Jahr 2006. Sie hat 22 Register mit 1616 Orgelpfeifen. 